# 土库曼苏维埃社会主义共和国
土库曼苏维埃社会主义共和国是蘇聯設立的第五個加盟共和國，在外高加索社会主义联邦苏维埃共和国被撤銷后為第四個加盟共和國，简称苏维埃土库曼或苏土。位于苏联的中亚地区，是蘇聯最南端的共和國，南部和伊朗、阿富汗相连，北部和乌兹别克苏维埃社会主义共和国、哈萨克苏维埃社会主义共和国接壤，西濒里海。

## 历史
土庫曼原本是隸屬蘇俄管轄的自治共和國（АССР），於1924年10月28日脫離俄羅斯聯邦改制升格為蘇聯直轄的加盟共和國。1917年12月建立苏维埃政权，其领土被分别并入突厥斯坦苏维埃社会主义自治共和国、花剌子模苏维埃人民共和国和布哈拉苏维埃人民共和国。1924年，苏联在中亚细亚进行了民族区域划界工作，同年10月27日建立土库曼苏维埃社会主义共和国，成为苏联加盟共和国之一。
1990年8月23日，土库曼最高苏维埃通过了国家主权宣言，1991年10月27日土宣布独立，改国名为土库曼斯坦共和国，并选举出总统萨帕尔穆拉特·尼亚佐夫，同年12月21日加入独立国家联合体。